# Gerhard Begrich
Gerhard Martin Begrich (* 29. August 1946 in Deesdorf) ist ein deutscher evangelischer Theologe. Begrich war Dozent für Hebräische Sprache und Altes Testament an der Humboldt-Universität zu Berlin und Rektor des Pastoralkollegs der Kirchenprovinz Sachsen im Kloster Drübeck.

## Leben

### Familie
Begrich entstammte einer mitteldeutschen Familie, aus der zahlreiche Theologen und Pastoren hervorgegangen sind. Sein Großvater Karl Begrich und sein Vater Gotthilf Siegfried Begrich (1915–1993) waren Pfarrer in Emersleben. Die Mutter Gudrun arbeitete als Lehrerin. Thomas Begrich, der ehemalige Leiter der Finanzabteilung der Evangelischen Kirche in Deutschland, ist sein jüngerer Bruder.

### Beruflicher Werdegang
Begrich studierte an der Humboldt-Universität in Berlin Theologie, Orientalistik und Ägyptologie. 1975 wurde er dort an der Sektion Theologie mit der Dissertation A Der wirtschaftliche Einfluss Assyriens auf Südsyrien und Palästina zum Doktor der Theologie promoviert. Von 1977 bis 1982 war er Pfarrer an der Marktkirche Unser Lieben Frauen in Halle (Saale) und später Leiter des Predigerseminars der Kirchenprovinz Sachsen in Gnadau.
1990 habilitierte er sich an der Humboldt-Universität mit der Habilitationsschrift Das evangelische Zeugnis des Alten Testaments im Festkreis des Kirchenjahres nachdem er bereits ab 1989, bis 1993, als Privatdozent für Hebräische Sprache und Altes Testament Lehraufträge an der Berliner Universität übernommen hatte. Im Oktober 1993 wurde Begrich Rektor des Pastoralkollegs im Kloster Drübeck, ein Amt, das er bis 2007 ausübte. Danach war er bis 2009 Studienleiter im Kolleg. Zu seinen Aufgaben gehörte die Fortbildung von Pfarrerinnen und Pfarrern der Kirchenprovinz Sachsen.
Gerhard Begrich ist Autor, Herausgeber und Übersetzer zahlreicher Veröffentlichungen zu theologischen, aber auch kunstgeschichtlichen Themen. Für seine Verdienste wurde er im November 2003 als erster Preisträger mit dem Emil-Ludwig-Fackenheim-Preis der Jüdischen Gemeinde von Halle (Saale) geehrt.

### Ehe und Nachkommen
Gerhard Begrich ist mit Elfriede Teresa Begrich (* 1947 in Berlin) verheiratet. Die studierte Theologin war unter anderem Gemeindepfarrerin in Schönebeck (Elbe) und in Berlin-Prenzlauer Berg. Im September 2000 wurde sie zur Pröpstin und Regionalbischöfin des Propstsprengels Erfurt-Nordhausen ernannt. Für die Partei Die Linke in Thüringen war Elfriede Begrich im Juni 2010 Mitglied der 14. Bundesversammlung und März 2012 Mitglied der 15. Bundesversammlung. Seit 2010 ist sie pensioniert.
Ihr gemeinsamer Sohn Teja Begrich (* 1971) ist ebenfalls Pfarrer, in der achten Generation, zunächst in Mühlhausen und seit 2021 in Havelberg sowie Beauftragter für den christlich-jüdischen Dialog der Evangelischen Kirchen in Mitteldeutschland.

## Veröffentlichungen (Auswahl)

### Autor
- Der wirtschaftliche Einfluss Assyriens auf Südsyrien und Palästina. (Dissertationsschrift), 2 Bände, Berlin 1975.
- Das evangelische Zeugnis des Alten Testaments im Festkreis des Kirchenjahres. (Habilitationsschrift), Berlin 1990.
- Engel und Engelgeschichten in der Bibel. Radius, Stuttgart 2000, ISBN 978-3-87173-201-0.
- Trost-Preisungen. Spenner, Waltrop 2005, ISBN 978-3-89991-040-7.
- Alle Winter fluten ins Licht. Einmischung als Lebensmotto. Radius, Stuttgart 2006, ISBN 978-3-87173-353-6.
- Schönheit gilt es zu schauen. Theologie und Poesie. Radius, Stuttgart 2010, ISBN 978-3-87173-911-8.
- Namen und Namengeschichten in der Bibel. Radius, Stuttgart 2011, ISBN 978-3-87173-923-1.
- Zur Abendzeit wird ein Licht da sein. Bibelwoche zu Sacharja. Bibellesebund Deutschland, Gummersbach 2015, ISBN 978-3-95568-139-5.

### Herausgeber und Übersetzer
- Vergessene Texte. Assoziationen. mit Jörg Uhle-Wettler, 4 Bände, Radius, Stuttgart 2001 bis 2004.
- Gilgamesch. König und Vagant. Das Epos. Radius, Stuttgart 2003, ISBN 978-3-87173-256-0.
- Bibel – Bilder – Biografie. Biblische Texte für Kirchenferne. mit Matthias Hahn, Radius, Stuttgart 2004, ISBN 978-3-87173-294-2.
- Das Himmelreich gleicht einem Schatz. Texte der heiligen Gertrud von Helfta zu Bildern aus der Drübecker Altardecke. mit Johanna Schwalbe, Beuroner Kunstverlag, Beuron 2006, ISBN 978-3-87071-146-7.
- Gottes liebe Rebellen. Wartburg-Verlag, Weimar 2007, ISBN 978-3-86160-189-0.
- Kloster Drübeck. mit Christoph Carstens und Jutta Brüdern, Deutscher Kunstverlag, Berlin 2011, ISBN 978-3-422-02230-0.
- Die Zehn-Gebote-Tafel von Lucas Cranach dem Älteren im Lutherhaus Wittenberg. Edition Akanthus, Spröda 2012, ISBN 978-3-00-035805-0.
- Genesis. Das erste Buch Mose, neu übersetzt und erläutert. Radius, Stuttgart 2014, ISBN 978-3-87173-970-5.
- Das Hohelied Salomos. Eine Dichtung von Sulamith, neu übersetzt und erläutert. Radius, Stuttgart 2015, ISBN 978-3-87173-981-1.
- Exodus. Das zweite Buch Mose oder Der Aufbruch in die Freiheit, neu übersetzt und erläutert. Radius, Stuttgart 2016, ISBN 978-3-87173-012-2.
- Leviticus. Das dritte Buch Mose oder Die Anweisung zu einem geglückten Leben, neu übersetzt und erläutert. Radius, Stuttgart 2018, ISBN 978-3-87173-512-7.
- Numeri. Das vierte Buch Mose oder zwischen Verzweiflung und Hoffnung, neu übersetzt und erläutert. Radius, Stuttgart 2019, ISBN 978-3-87173-515-8.
- Deuteronomium. Das 5. Buch Mose oder die Vision einer himmlischen Welt, neu übersetzt und erläutert. Radius, Stuttgart 2019, ISBN 978-3-87173-518-9.
- Das Buch Jeschajahu. Der Prophet Jesaja, neu übersetzt und erläutert. Radius, Stuttgart 2021, ISBN 978-3-87173-501-1.
- Das Buch Jirmejahu. Der Prophet Jeremia, neu übersetzt und erläutert, Radius, Stuttgart 2023, ISBN 978-3-87173-504-2.